# Manchester Art Gallery
 (mars 2011).
Si vous disposez d'ouvrages ou d'articles de référence ou si vous connaissez des sites web de qualité traitant du thème abordé ici, merci de compléter l'article en donnant les références utiles à sa vérifiabilité et en les liant à la section « Notes et références ».
Manchester Art Gallery est un musée d'art public à Manchester, dans le Nord-Ouest de l'Angleterre. 
Ouvert en 1824, le musée occupe trois bâtiments, dont le plus ancien est classé. C'était à l'origine la Royal Manchester Institution, dont le bâtiment fut créé par Sir Charles Barry en 1824. Le musée a été étendu en 2002 par Hopkins Architects pour englober l'ancien bâtiment du Manchester Athenaeum, de style Palazzo, également dessiné par Barry en 1826. Il abrite beaucoup d'œuvres spécifiquement liées à Manchester, en particulier dans la salle éponyme.

## Collections
La collection conjointe de la Manchester Art Gallery et du musée du Costume (The Gallery of Costume) est composée de plus d'objets issus des beaux-arts, des arts décoratifs et du costume. La collection consacrée aux beaux-arts contient 14 000 œuvres d'art, dont 2 000 peintures, 350 sculptures, dessins, aquarelles, estampes et photographies. Les arts décoratifs sont représentés par 13 000 objets en céramique, verre et autres matériaux. Enfin, le musée du Costume conserve 21 000 vêtements et accessoires.

## Œuvres
Parmi les artistes et les œuvres de la collection, relevons :
- Lawrence Alma-Tadema, A Roman Flower Market, 1868[5]
- Lawrence Alma-Tadema, Silver Favourites, vers 1903[6]
- Giovanni Ansaldo, Allegory of the Arts, 1635-1638[7]
- William Beechey, George the Third, non daté[8]
- William Beechey, Children at Play (The Oddie children), vers 1800[9]
- Ford Madox Brown, Le Travail, 1855[10]
- Edward Burra, Medusa, vers 1938[11]
- John Constable, View from Hampstead Heath, looking towards Harrow, 1821[12]
- Jean-Baptiste-Camille Corot, Sunset: Figures under Trees, non daté[13]
- Aelbert Cuyp, River scene with a view of Dordrecht and a windmill: anglers, right, non daté[14]
- Gerrit Dou, Portrait d'une jeune femme, non daté[15]
- Gaspard Dughet, Landscape with Shepherds, vers 1600[16]
- William Etty, The Sirens and Ulysses, 1837[17]
- William Etty, The Bather: At the Doubtful Breeze Alarmed,1839-1849[18]
- Henri Fantin-Latour, Roses dans un vase de verre, 1879[19]
- Frans Francken le Jeune, The Seven Works of Mercy, 1610-1615[20]
- Thomas Gainsborough, Landscape with Figures, 1784-1785[21]
- Thomas Gainsborough, A Young Gentleman, 1760-1765[22]
- Thomas Gainsborough, A Peasant Girl Gathering Faggots in a Wood, 1782[23]
- Paul Gauguin, Harbour Scene, Dieppe, 1885-1886[24]
- Luca Giordano, The Cave of Eternity, non daté[25]
- William Hogarth, A Gentleman, 1739[26]
- William Hogarth, The Pool of Bethesda, 1734-1736[27]
- Pieter de Hooch, Merry Company with a Man and Two Women, 1668-1670[28]
- William Holman Hunt, Le Berger mercenaire, 1851[29]
- William Holman Hunt, The Scapegoat, 1854–1855[30]
- William Holman Hunt, L'Ombre de la mort, 1870–1873
- Edwin Landseer, Bolton Abbey, Yorkshire, 1830-1835[31]
- Edwin Landseer, The Desert, 1849[32]
- Élie Lascaux, Les Vignes sous la Neige, 1929[33]
- Thomas Lawrence, James Curtis, 1804[34]
- Frederic Leighton, Captive Andromache, 1888[35]
- Peter Lely, Sir John Cotton and His Family, 1660[36]
- Laurence Stephen Lowry, Piccadilly Gardens, 1954[37]
- John Everett Millais, Feuilles d'automne, 1856[38]
- Auguste Charles Mengin, Sappho, 1877[39]
- Francesco de Mura, The Death of Verginia, 1768-1770[40]
- Christopher Nevinson, Making Aircraft: Making the Engine, 1917[41]
- James Northcote, Othello, the Moor of Venice, 1826[42]
- Jacob Ochtervelt, Merry Company, vers 1665[43]
- Camille Pissarro, Une rue de village, Louveciennes, dit aussi Rue de Voisins, 1871[44]
- Camille Pissarro, Pont de la Clef in Bruges, Belgium, 1903[45]
- Guido Reni, Sainte Catherine, 1638-1640[46]
- Pierre-Auguste Renoir, Seated Nude, vers 1897[47]
- Joshua Reynolds, Lady Anstruther, vers 1763[48]
- Frederick Sandys, Viviane, 1863[49]
- Frans Snyders, The Leopards, non daté[50]
- Hendrik Martensz Sorgh, A Fish Stall by a Harbour, non daté[51]
- Jan Steen, The Rommelpot: Interior with Three Figures, 1645-1679[52]
- George Stubbs, A Cheetah and a Stag with Two Indian Attendants, vers 1764[53]
- Annie Swynnerton, Rain-clouds, Monte Gennaro, 1904[54],[55]
- David Teniers le Jeune, The Dentist, 1652[56]
- Gerard ter Borch, Cornelis Vos, Burgomaster of Deventer, vers 1667[57]
- Alessandro Turchi, The Flight into Egypt, non daté[58]
- Joseph Mallord William Turner, Landscape with Trees by the River Thames, vers 1805[59]
- Pierre Adolphe Valette, Annie Barnett, 1917[60]
- Quirijn van Brekelenkam, A family seated round a kitchen fire, 1640-1668[61]
- Jan van de Cappelle, Shipping Anchored in a Calm Sea, vers 1650[62]
- Adriaen van de Velde, Winter scene with a group of golfers on a frozen river, 1660-1672[63]
- Willem van de Velde le Jeune, Seascape with a yacht sailing under a rainy sky, 1660-1670
- Adriaen van Ostade, Two Peasants Smoking, 1650-1660[64]
- Salomon van Ruysdael, Winter scene with sledges and skaters on a river: a town at the right, 1656[65]
- Claude-Joseph Vernet, Coast Scene with a British Man of War, 1766[66]
- Sándor Wagner, The Chariot Race, 1872-1873[67]
- John William Waterhouse, Hylas and the Nymphs, 1896[68]
- Johan Zoffany, Venus Bringing Arms to Aeneas, 1759[69]
- Francesco Zuccarelli, Pastoral Landscape, 1750-1770[70]

## Galerie

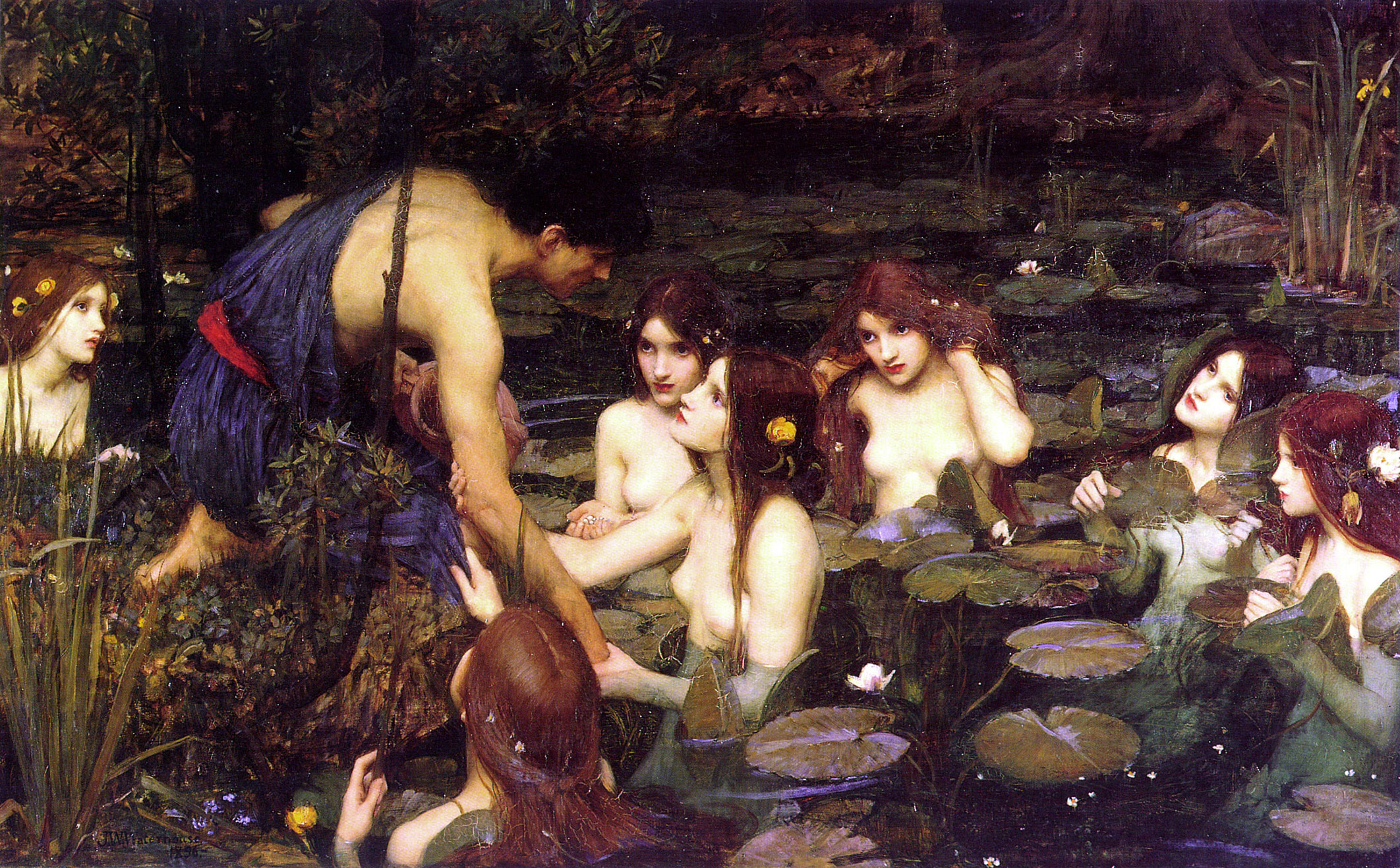
John William Waterhouse, Hylas and the Nymphs, 1896
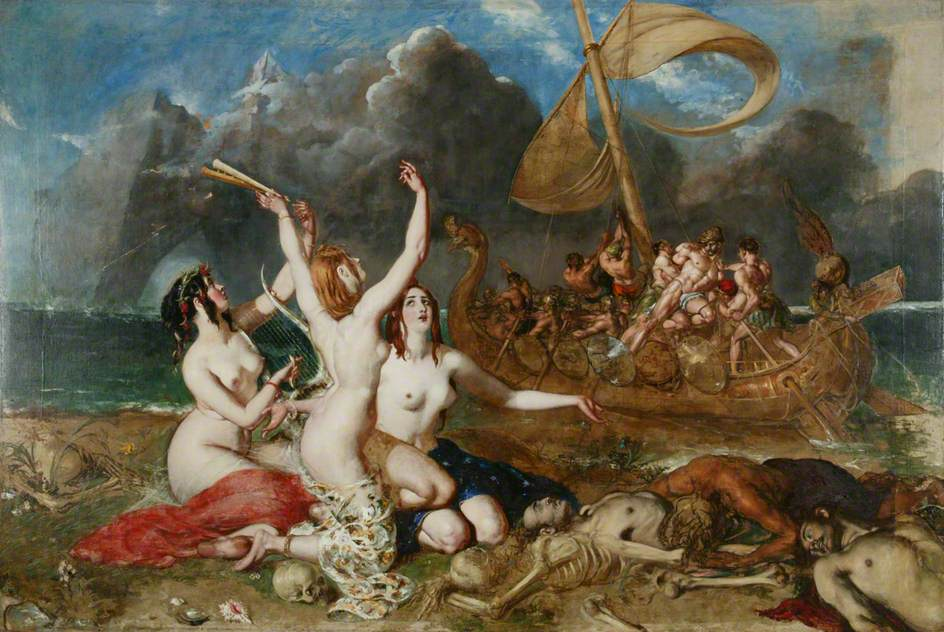
William Etty, The Sirens and Ulysses, 1837
William Holman Hunt, Le Berger mercenaire, 1851
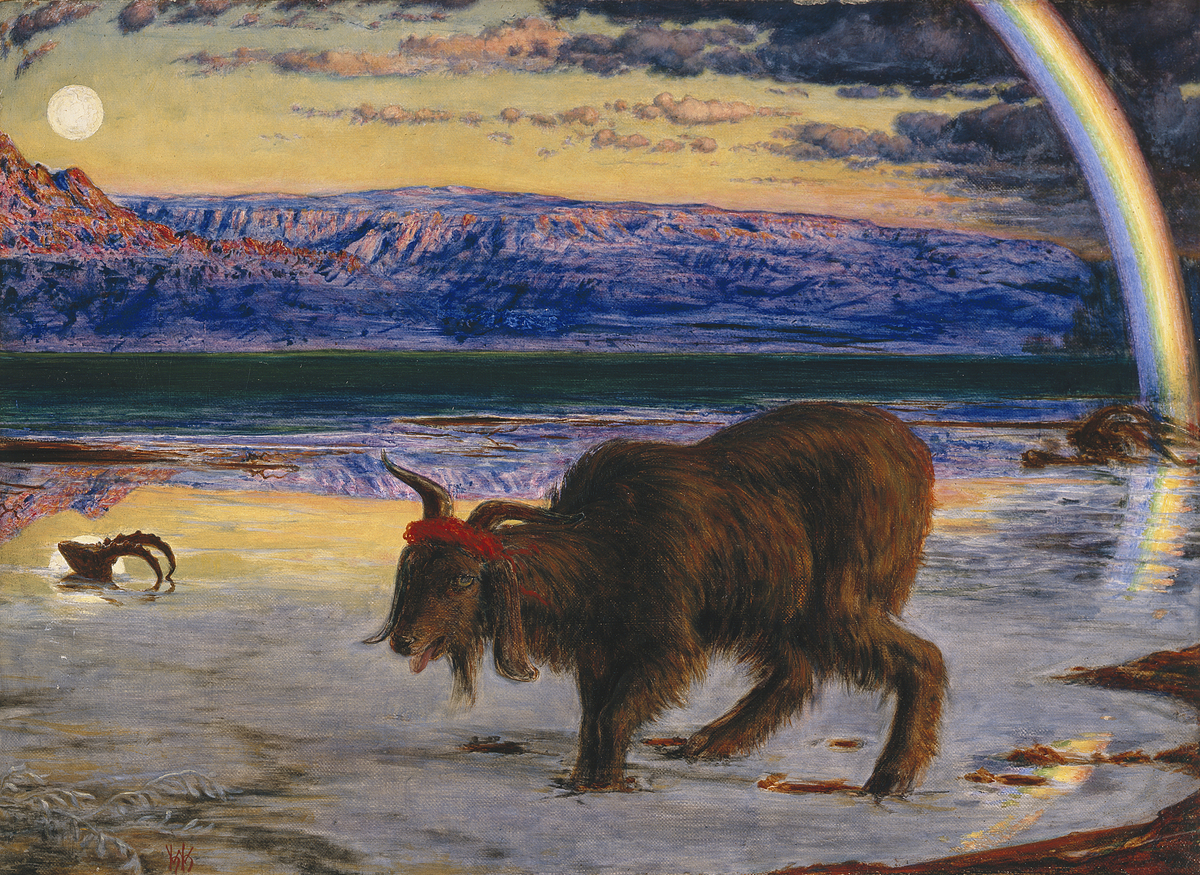
William Holman Hunt, The Scapegoat, 1854–55
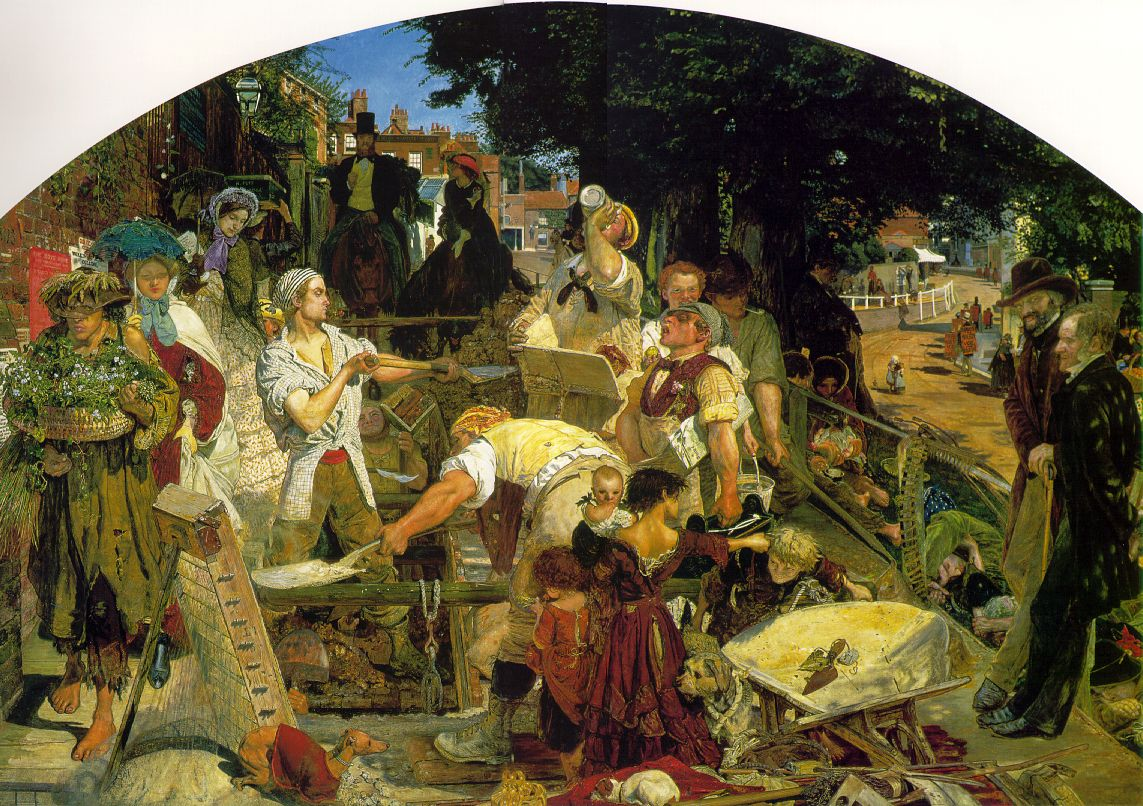
Ford Madox Brown, Le Travail, 1865
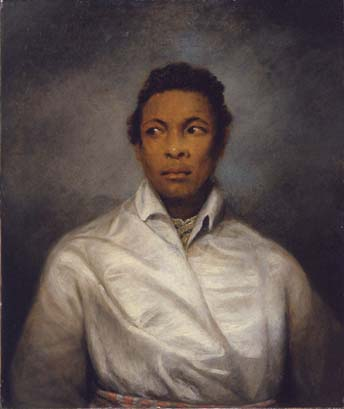
James Northcote, Othello, the Moor of Venice, 1826